# Boisset (Hérault)
Boisset (okzitanisch gleichlautend) ist eine französische Gemeinde mit 41 Einwohnern (Stand: 1. Januar 2022) im Département Hérault in der Region Okzitanien. Boisset gehört zum Arrondissement Béziers und zum Kanton Saint-Pons-de-Thomières. Die Einwohner werden Bouissetols genannt.

## Geographie
Boisset liegt in den südlichsten Ausläufern des Zentralmassivs, zwischen dem Jaurtal und der zum Mittelmeer abfallenden Tiefebene, nördlich von Narbonne. An der östlichen Gemeindegrenze verläuft das Flüsschen Briant. Das Gemeindegebiet gehört zum Regionalen Naturpark Haut-Languedoc. Umgeben wird Boisset von den Nachbargemeinden Verreries-de-Moussans im Norden und Nordwesten, Rieussec im Norden und Osten, Vélieux im Osten und Südosten, Minerve im Süden, La Livinière im Südwesten sowie Ferrals-les-Montagnes im Westen.

## Demographie
| 1962                      | 1968 | 1975 | 1982 | 1990 | 1999 | 2006 | 2013 |
| ------------------------- | ---- | ---- | ---- | ---- | ---- | ---- | ---- |
| 11                        | 7    | 8    | 23   | 22   | 30   | 27   | 43   |
| Quelle: Cassini und INSEE |      |      |      |      |      |      |      |